# Okręg Szkolny Rzeszowski
Okręg Szkolny Rzeszowski – jeden z okręgów szkolnych w PRL, utworzony 5 września 1946 roku na terenie województwa rzeszowskiego, które powstało na zachodniej części terytorium przedwojennego województwa lwowskiego, które pozostały w granicach Polski. 
Okręg Szkolny Rzeszowski utworzono na podstawie ustawy z 4 czerwca 1920 r. o tymczasowym ustroju szkolnym, mocą rozporządzenia Rady Ministrów z 5 września 1946 roku o okręgach szkolnych. Siedzibą kuratora był Rzeszów. Kuratorami Okręgu Szkolnego Rzeszowskiego byli: Artur Kopacz (1945-1947), Tadeusz Gruszczyński (1947-1950), Kazimierz Żmudka, dr. Eugeniusz Orlof, Józef Kolbusz. Okręg Szkolny Rzeszowski istniał do 1975 roku, gdy po reformie podziału administracyjnego utworzono wojewódzkie Kuratoria Oświaty i Wychowania.